# Albaner in Australien
Die Albaner in Australien (albanisch Shqiptarët në Australi, englisch Albanians in Australia) stellen mit einer Bevölkerung von über 100.000 Personen eine ethnische Minderheit im Land dar. Die meisten davon sind ethnische Albaner aus Mazedonien. Es wird angenommen, dass über 90 % der Mazedonischen Diaspora albanischer Abstammung ist. Darunter gibt es viele Arvaniten aus Griechenland sowie Arbëresh aus Mittel- und Süditalien. Daneben gibt es laut der Volkszählung von 2011 13.142 Albaner aus Albanien und ca. 6000 aus dem Kosovo.

## Albanische Vereine
Die albanischen Einwanderer in Australien haben mehrere Fußballvereine gegründet wie auch Vereine, um ihre Kultur und Sprache zu schützen. Albanische Fußballvereine in Australien sind die K.F Shqiponja Melbourne, der Dandenong Thunder Soccer Club, die Heidelberg Eagles und die Nord Sunshine Eagles.

## Arbëresh in Australien
In Australien leben viele Angehörige der alteingesessenen albanischen Minderheit in Mittel- und Süditalien. Laut der von Joseph die Guardi gegründeten Lobbyorganisation Albanian American Civic League sind ca. 64.000 der etwa 1.000.000 Italiener in Australien Arbëresh. Eine bekannte Arbëresh ist die australische Popsängerin Gabriella Lucia Cilmi, ihre Großeltern wanderten von Italien nach Australien aus.

## Bekannte Albaner in Australien
- Ibrahim Balla, Boxer
- Qamil Balla, Boxer
- Besart Berisha, Fußballspieler
- Ellvana Curo, Fußballspieler
- Mehmet Durakovic, Fußballspieler
- Adem Yze, Fußballspieler
- Alex Buzo, Autor
- Gabriella Cilmi, australische Sängerin (Arbëresh)
- Nazmi Mehmeti, Antikommunist
- Sahit Prizreni, Wrestler
- Labinot Haliti, Fußballspieler
- Fadil Muriqi, Fußballspieler
- Taip Ramadani, Handballspieler
- Sophia Castriota, Musikerin (Arbëresh)[1]